# Weinstein

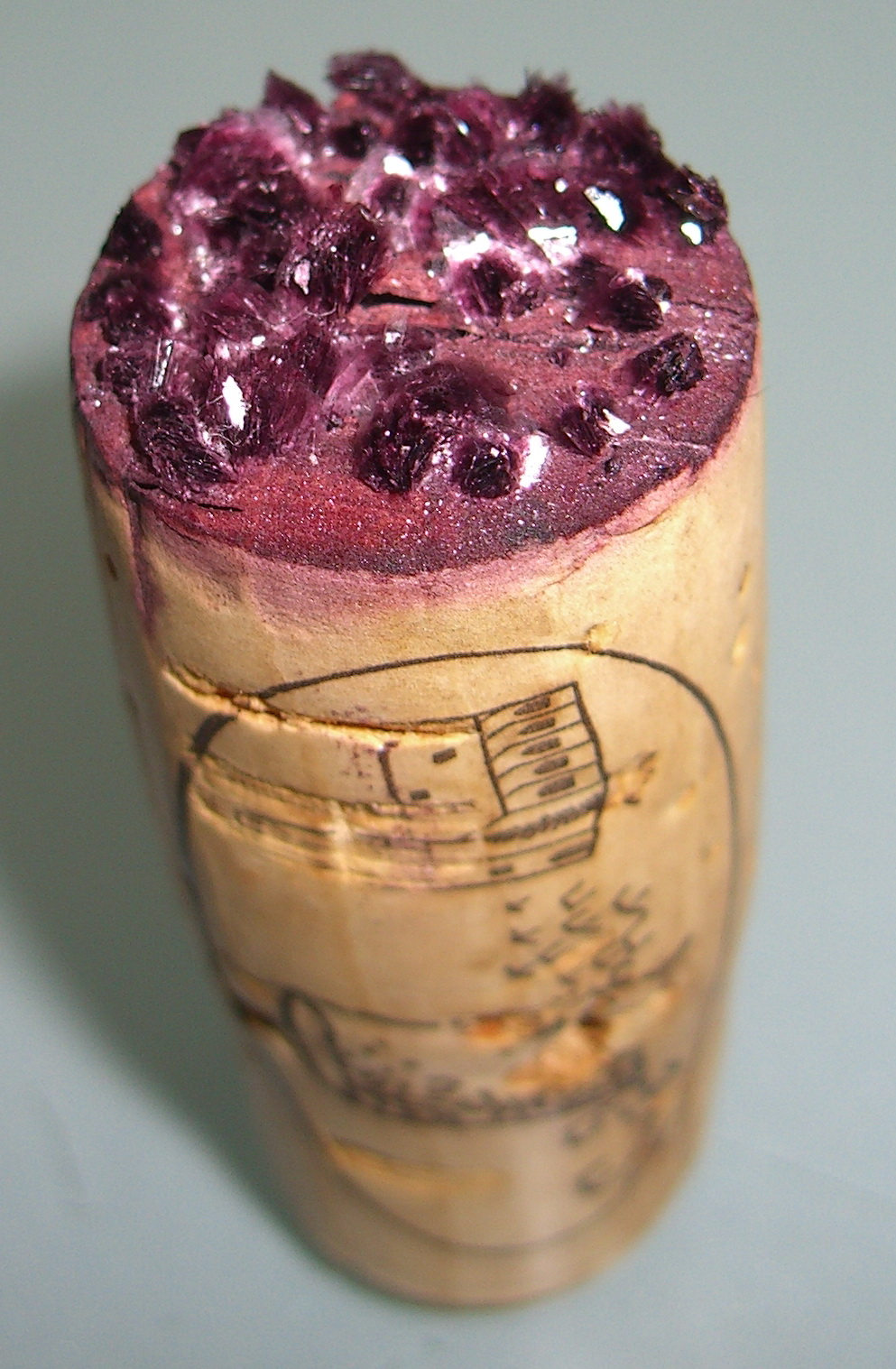
Weinstein eines Rotweins

Weinstein (von mittelhochdeutsch wīnstein; lateinisch Tartarus, früher auch Tartarum) ist ein Trivialname für bestimmte Tartrate (Salze der Weinsäure). Weinstein entsteht bei der Lagerung von Wein oder Traubensaft. Beim Auskristallisieren lagert er sich vorwiegend am Boden des Gefäßes (z. B. einer Flasche oder eines Weinfasses) oder am Flaschenkorken ab. Es handelt sich um ein Gemisch aus schwerlöslichen Salzen der Weinsäure, im Wesentlichen aus Kaliumhydrogentartrat (früher auch Kaliumhydrotartaricum genannt; Summenformel KC4H5O6, auch KH [C4H4O6]) und Calciumtartrat (Summenformel CaC4H4O6).

## Eigenschaften
Weinstein hat für Menschen keine schädlichen Auswirkungen. Er fühlt sich im Mund zuerst wie scharfkantiger Sand an, der sich beim Zerreiben zwischen den Zähnen im Speichel auflöst.

## Weinstein und Wein
Wein – vor allem Rotwein – wird unter anderem dekantiert, um Weinstein vom Wein zu trennen.
Das Vorhandensein von Weinstein ist kein Fehler des Weines; es ist lediglich ein Hinweis darauf, dass beim Weinausbau der Wein nicht oder nur unzureichend chemisch (durch Metaweinsäure) oder physikalisch (durch Kälte) stabilisiert wurde.
Als „gekalkter“ oder kalzinierter bzw. „gebrannter“ Weinstein (lateinisch tartarum calcinatum oder tartarus calcinatus, auch sal tartari) wurde früher wohl kohlensaures Kali bezeichnet. Beim „Brennen“ (wie Conrad Gessner den Vorgang nannte) sintern die Weinkristalle zusammen, bis eine helle, luftige Masse entsteht, wobei der Weinstein sein Kristallwasser verliert und als Rückstand Kaliumcarbonat (K2CO3) zurückbleibt.

## Weinsteinöl
Von historischem Interesse ist das sogenannte Weinsteinöl (lateinisch Oleum tartari). Hierunter verstand man Produkte, die bei der trockenen Destillation von Weinstein erhalten wurden, und zwar
- das Destillat, das sogenannte brenzlige Weinsteinöl,[6] in der frühen Neuzeit durch „Brennen“ bzw. „Kalken“ („Calcinieren“, „Glühen“) des Weinsteins hergestellt,[7]
- als dickflüssige Weinsteinlösung[8] den Rückstand, bestehend aus Kaliumcarbonat und Kohle, der infolge der Hygroskopie des Kaliumcarbonats Wasser aus der Luft anzieht, an der Luft zerfließt und daher zerflossenes Weinsteinöl[6] genannt wurde.[9]

Weinsteinöl fand früher in der Heilkunde zur Behandlung von Hautgeschwüren Verwendung.

## Verwendung
Weinstein wurde oder wird verwendet:
- zur Herstellung von Weinsäure.
- in Verbindung mit Natriumhydrogencarbonat als Backtriebmittel. Als Backpulver wird im Verhältnis 2 Teile Weinstein mit 1 Teil Natriumhydrogencarbonat sowie 1 Teil Maisstärke (als Trennmittel) gemischt.[11]
- unter dem Namen Cremor Tartari als in der Neuzeit beliebte Verdauungshilfe. Hergestellt wurde es durch Eindampfen in Wasser gelösten Weinsteins aus Weinfässern und Abschöpfen des „Rahms“ (daher der Name), womit man Weinstein in gereinigter Form gewann.[12]
- zur Stabilisierung von Eischnee, Erhöhung der Temperaturtoleranz und des Volumens.
- zur Stabilisierung von Schlagsahne, Erhaltung der Textur und des Volumens.
- zur Verhinderung der Kristallisation von Zuckersirup.
- zur Verminderung der Verfärbung von gekochtem Gemüse
- zum Säuern von Weinsteinkraut
- in Verbindung mit Kaliumchlorid als Natrium-freier Speisesalzersatz.
- in der mittelalterlichen Pharmazie und Chirurgie als Arzneimittel bei Onychomadesis (Ausfall aller Nägel),[13] etwa infolge von Nagelpilz.
- zur Herstellung von Kaliumcarbonat, genannt auch gebrannter Weinstein (lateinisch Tartarus calcinatus), etwa bei Paracelsus.[14][15]
- in der Pharmazie als Laxans (z. B. Cremor Tartari und das aus Weinstein hergestellte Seignettesalz). Bis in das 19. Jahrhundert war das Abführungsmittel eine verbreitete Therapieform in der Psychiatrie.[16]
- unter anderen zum „Versilbern“.[17] Zum Kaschieren der Münzverschlechterung in Fürstengroschen wurden die rohen Schrötlinge vor dem Prägen in Weinstein gesotten und dadurch an der Oberfläche mit Silber angereichert.[18] Der Gegenstand erscheint dadurch silberhaltiger. Eine Probe mit einem Probierstein, bei der Abrieb von der Oberfläche genutzt wird, wird verfälscht. Wird Abrieb einer tiefer liegenden Schicht untersucht, fällt die Täuschung auf. Auch eine Dichtebestimmung zeigt den Schwindel.

Als Lebensmittelzusatzstoff wird Weinstein in der EU unter den E-Nummern E354 (Calciumtartrat) und E336 (Kaliumbitartrat zusammen mit Kaliumtartrat) geführt.

## Bilder

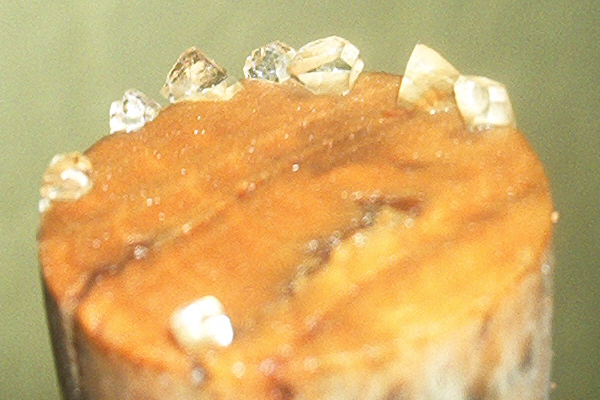
Weinstein eines Weißweins
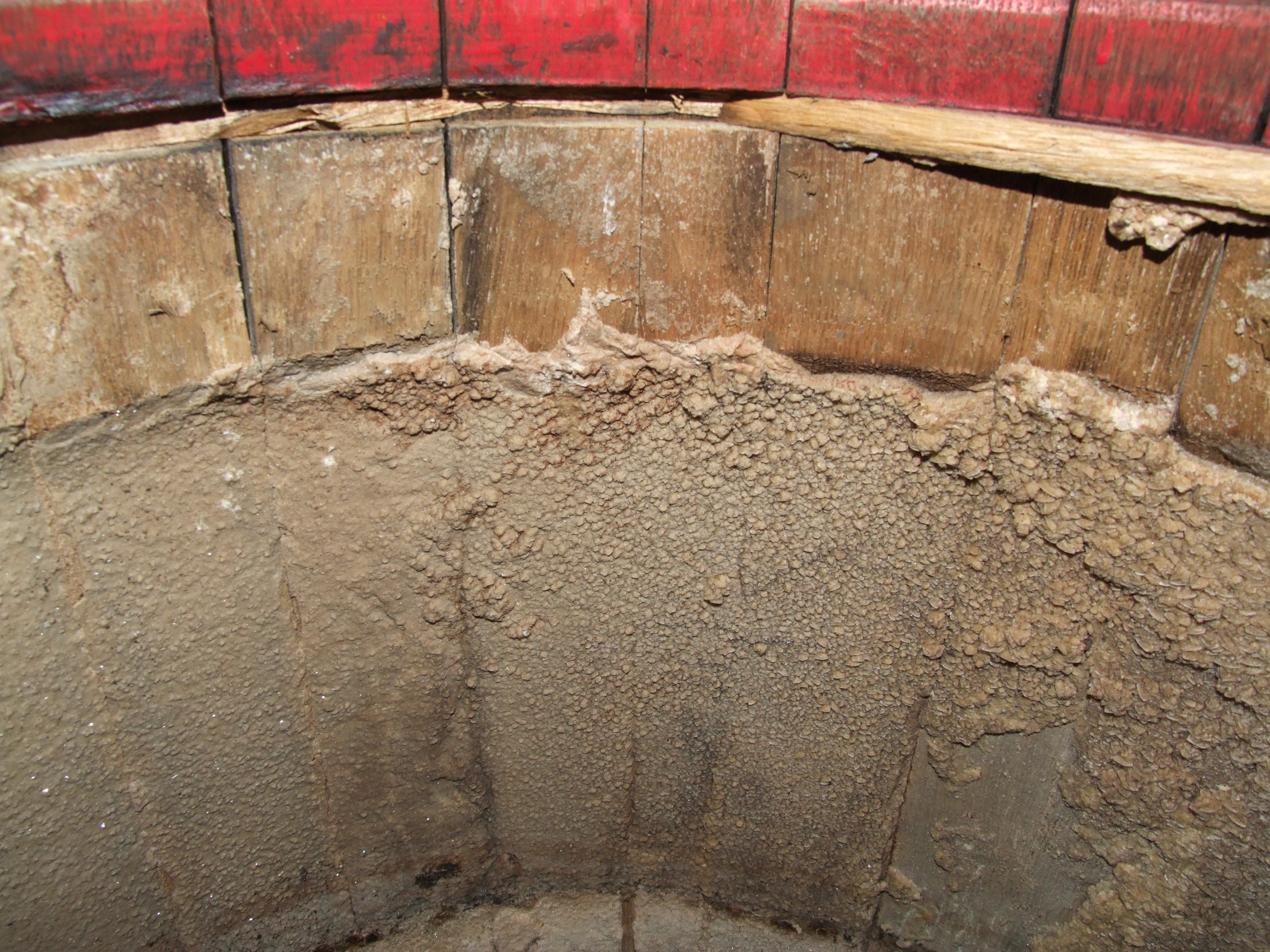
Weinstein in einem Holzfass
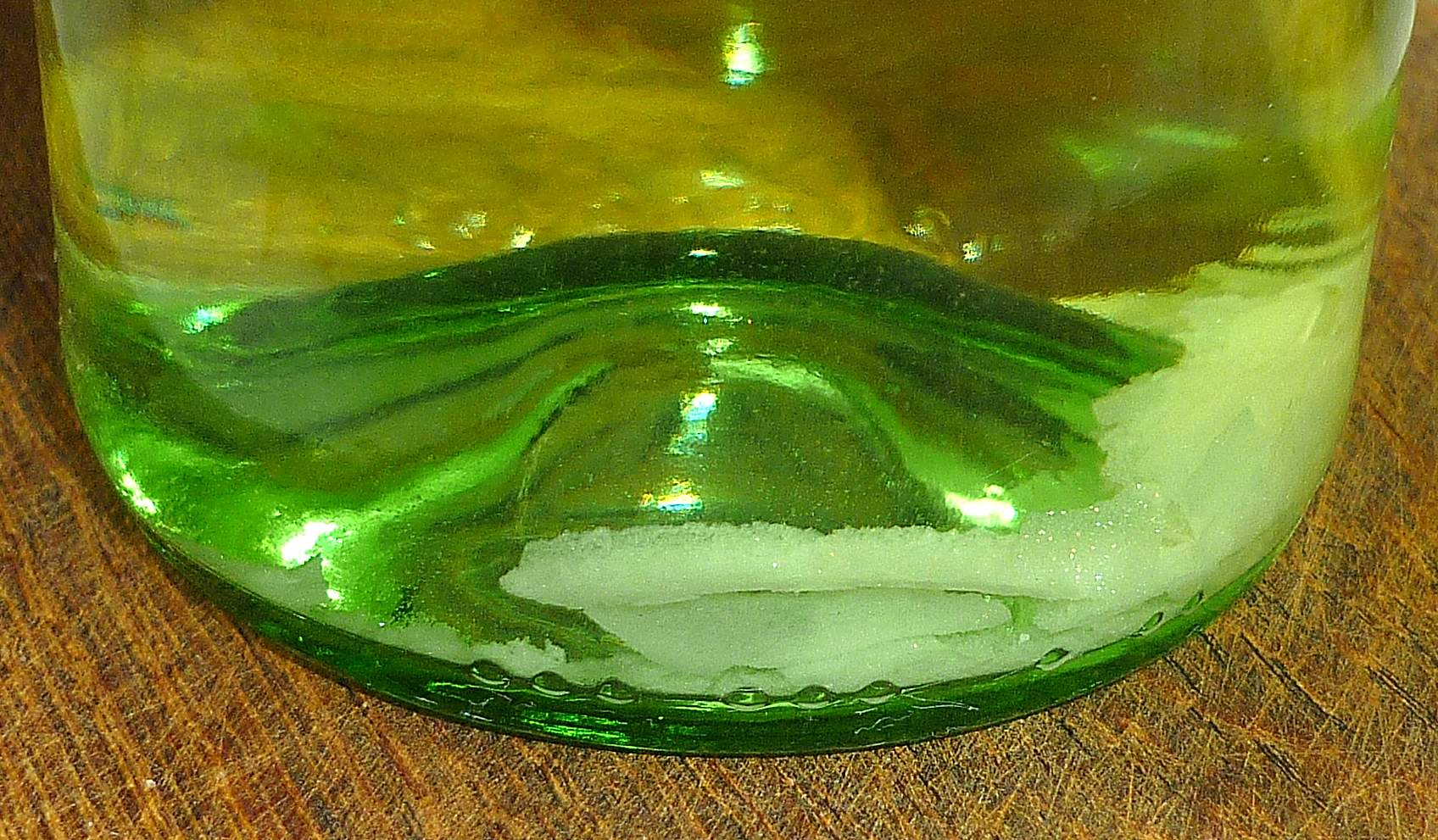
Weinstein in Weißwein
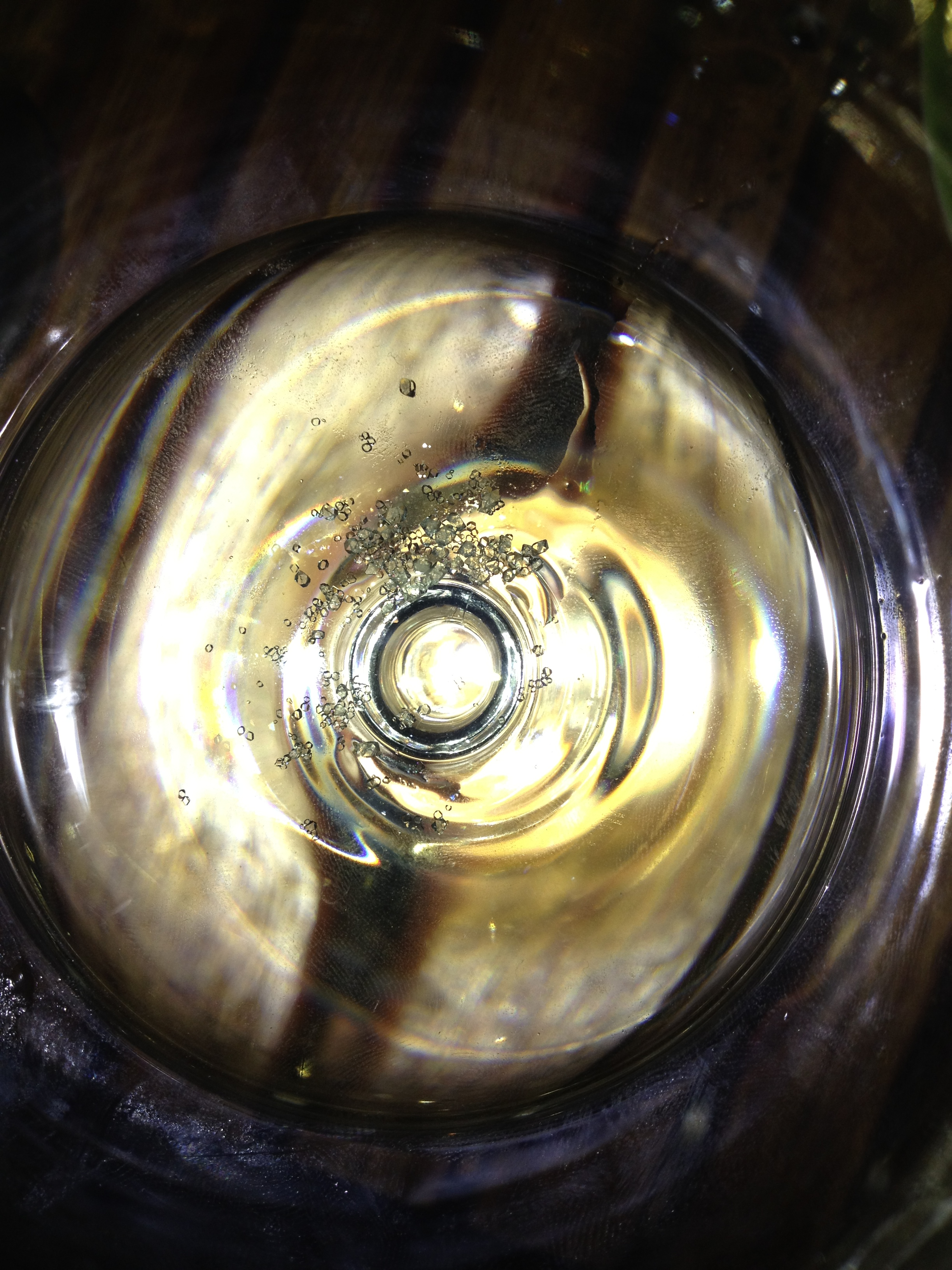
Weinstein am Boden eines Weinglases (Weißwein)